# San Giorgio Piacentino
San Giorgio Piacentino (San Śorś [saŋˈzɔːrz] o [saŋˈzɔːʁz] in dialetto piacentino) è un comune italiano di 5 551 abitanti della provincia di Piacenza in Emilia-Romagna.

## Geografia fisica
Il territorio comunale è posto sulla riva destra del torrente Nure fra la Pianura padana dove sorge il capoluogo e i primi declivi dei Colli piacentini, nell'Appennino ligure, tra la val Nure e la val Riglio, dove si trovano alcune frazioni.

### Clima
Il clima è temperato subcontinentale come nel resto delle parti pianeggianti e collinari della provincia di Piacenza. La temperatura media nel mese più freddo, gennaio, è di 1,7 °C, mentre nel mese più caldo, luglio, è di 22,7 °C.
Di seguito è riportata la tabella con le medie climatiche e i valori massimi e minimi assoluti registrati nella stazione meteorologica di Piacenza San Damiano, situata nell'omonima frazione sangiorgina, nei pressi dell'omonimo aeroporto militare, nel trentennio 1971-2000 e pubblicati nell'Atlante Climatico d'Italia del Servizio Meteorologico dell'Aeronautica Militare relativo al medesimo trentennio.
| PIACENZA SAN DAMIANO (1971-2000) | Mesi         | Mesi         | Mesi        | Mesi        | Mesi        | Mesi        | Mesi        | Mesi        | Mesi        | Mesi        | Mesi        | Mesi         | Stagioni | Stagioni | Stagioni | Stagioni | Anno  |
| PIACENZA SAN DAMIANO (1971-2000) | Gen          | Feb          | Mar         | Apr         | Mag         | Giu         | Lug         | Ago         | Set         | Ott         | Nov         | Dic          | Inv      | Pri      | Est      | Aut      | Anno  |
| -------------------------------- | ------------ | ------------ | ----------- | ----------- | ----------- | ----------- | ----------- | ----------- | ----------- | ----------- | ----------- | ------------ | -------- | -------- | -------- | -------- | ----- |
| T. max. media (°C)               | 5,4          | 8,0          | 13,4        | 17,1        | 22,0        | 26,2        | 29,2        | 28,6        | 24,0        | 17,2        | 9,9         | 6,1          | 6,5      | 17,5     | 28,0     | 17,0     | 17,3  |
| T. min. media (°C)               | −2,1         | −0,9         | 2,2         | 5,5         | 9,8         | 13,6        | 16,3        | 16,4        | 12,8        | 8,5         | 3,0         | −0,7         | −1,2     | 5,8      | 15,4     | 8,1      | 7,0   |
| T. max. assoluta (°C)            | 23,4 (1983)  | 24,6 (1990)  | 27,6 (2000) | 26,6 (2000) | 30,8 (1992) | 34,4 (1976) | 39,4 (1983) | 36,4 (1998) | 33,4 (1987) | 30,4 (1997) | 21,2 (1997) | 19,6 (1991)  | 24,6     | 30,8     | 39,4     | 33,4     | 39,4  |
| T. min. assoluta (°C)            | −22,0 (1985) | −15,0 (1991) | −9,4 (1971) | −1,8 (1991) | 0,0 (1984)  | 4,0 (1986)  | 9,8 (2000)  | 8,0 (1995)  | 3,6 (1971)  | −5,2 (1997) | −8,0 (1983) | −10,0 (1996) | −22,0    | −9,4     | 4,0      | −8,0     | −22,0 |
| Giorni di calura (Tmax ≥ 30 °C)  | 0            | 0            | 0           | 0           | 0           | 5           | 14          | 12          | 0           | 0           | 0           | 0            | 0        | 0        | 31       | 0        | 31    |
| Giorni di gelo (Tmin ≤ 0 °C)     | 21           | 17           | 8           | 1           | 0           | 0           | 0           | 0           | 0           | 0           | 8           | 18           | 56       | 9        | 0        | 8        | 73    |
| Precipitazioni (mm)              | 62,2         | 63,4         | 66,8        | 81,3        | 72,9        | 86,5        | 38,0        | 70,5        | 83,9        | 118,1       | 84,8        | 61,6         | 187,2    | 221,0    | 195,0    | 286,8    | 890,0 |
| Giorni di pioggia                | 7            | 6            | 7           | 8           | 8           | 7           | 5           | 5           | 5           | 8           | 7           | 6            | 19       | 23       | 17       | 20       | 79    |
| Giorni di nebbia                 | 17           | 11           | 4           | 3           | 1           | 1           | 1           | 0           | 3           | 9           | 14          | 15           | 43       | 8        | 2        | 26       | 79    |
| Umidità relativa media (%)       | 86           | 80           | 74          | 75          | 75          | 74          | 71          | 74          | 77          | 85          | 88          | 88           | 84,7     | 74,7     | 73       | 83,3     | 78,9  |

## Storia

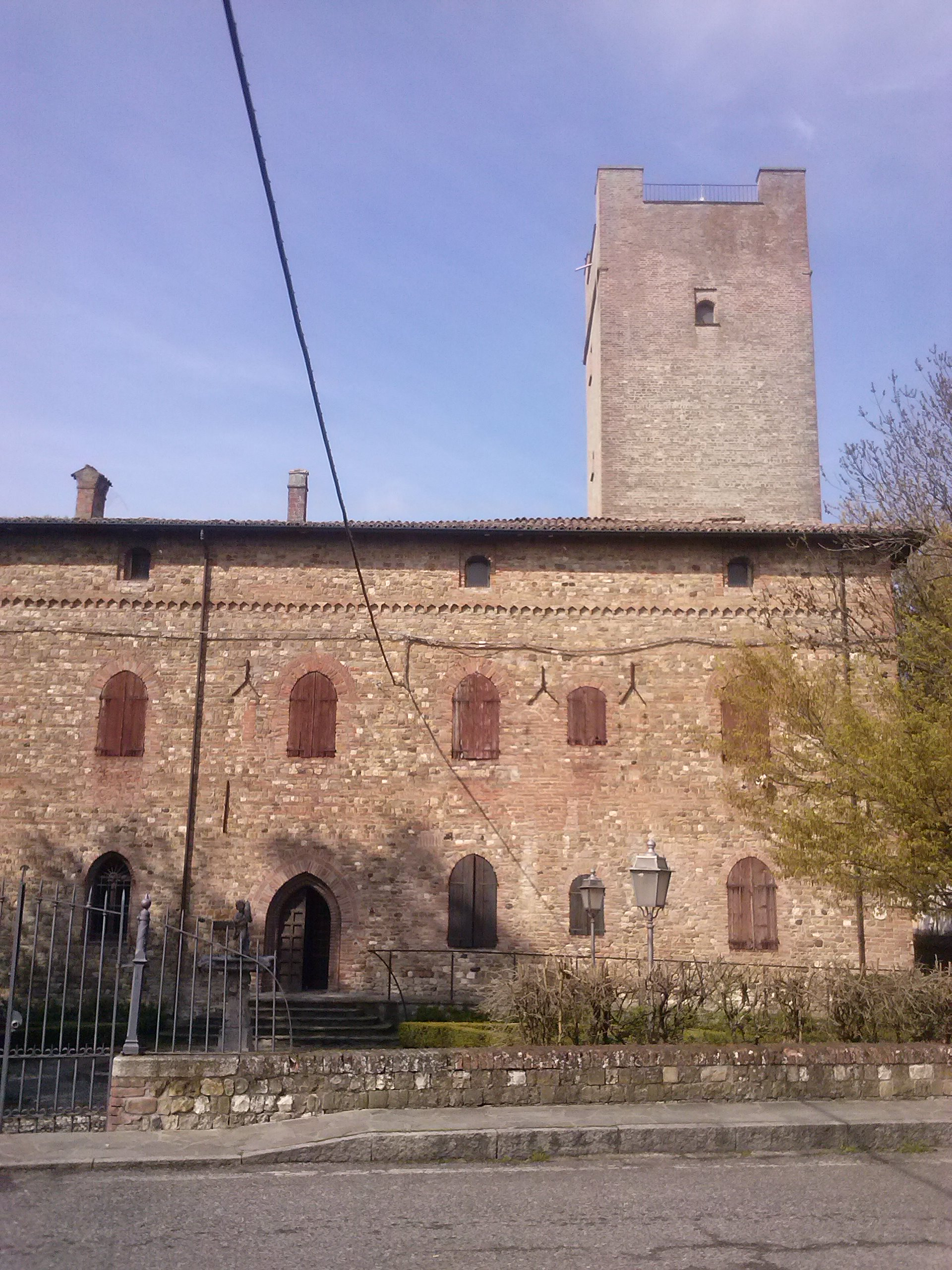
Il castello, sede del Comune.

Nel 948, in seguito all'autorizzazione concessa da Lotario II d'Italia ai canonici del duomo di Piacenza di costruire fortificazioni a difesa della pieve di San Giorgio, iniziarono i lavori di costruzione del castello. Oltre a quello del capoluogo altri castelli sorgono poi in località vicine come Godi.
Negli anni successivi il castello venne distrutto prima dai populares nel 1090 e poi dalle miliize bergamasche e cremonesi al comando del marchese Lancia nel 1242. Nel XIII secolo passò sotto il controllo della famiglia Anguissola, per poi divenire di proprietà della famiglia Scotti nel seicento.
Nel 1604 fu, invece, edificata la Rocca, progettata forse dal Vignola e affrescata nell'Ottocento dal piacentino Giuseppe Badiaschi con il suo parco da 75000 m² dotato di lago, di un tempietto neodorico e di un sistema di grotte unico nel piacentino, non presente nel progetto originale e aggiunto dal milanese Ambrogio Rossi nel 1840 in concomitanza con un rifacimento del parco.
A seguito dell'unità d'Italia, nel 1862, il comune cambiò il proprio nome da San Giorgio a San Giorgio Piacentino.
Il castello divenne di proprietà comunale tra il 1876, quando la famiglia Porcelli, che ne aveva acquistata una parte dagli Scotti, la vendette al comune e il 1978 quando fu acquisita la restante parte dall'Istituto della Madonna della Bomba che ne era divenuto proprietario in seguito alla morte dell'ultima discendente.
A partire dal 1961, la frazione di San Damiano, situata a 5,4 km dal capoluogo, a 144 m s.l.m., ha assunto notorietà internazionale a seguito delle apparizioni mariane riferite dalla contadina Rosa Quattrini. Alla signora, madre di tre figli e gravemente malata, il 29 settembre 1961 nella casa della zia Adele Quattrini, apparve la Madonna, che continuò a ripresentarsi di settimana in settimana ogni venerdì a mezzogiorno per diversi anni in seguito. Durante un'apparizione alla stessa signora, il 26 maggio 1967 la Vergine parlò dell'acqua di San Damiano, definendola come "la più santa del mondo". Tali apparizioni non sono riconosciute come autentiche dalla Chiesa cattolica, né sono in corso approfondimenti di alcun tipo al fine di un eventuale riconoscimento.

### Simboli
Lo stemma è stato concesso con regio decreto del 26 luglio 1929.
Il gonfalone è un drappo di azzurro.

## Monumenti e luoghi d'interesse
- Chiesa parrocchiale di San Giorgio Martire: costruita tra i 1670 ed il 1675, conserva al suo interno una pala raffigurante San Giorgio mentre uccide il drago, dipinta sul finire dell'Ottocento dal pittore Emilio Perinetti[14], un organo Serassi e l'altare barocco del Sacro Cuore, inizialmente situato nel duomo di Piacenza.
- Castello di Montanaro: citato in un documento risalente al 1395 come di proprietà del monastero di San Savino di Piacenza, negli anni passò più volte di mano tra le famiglie nobili Cossadoca, Da Rizzolo, Dal Pozzo, Portapuglia. Dopo essere stato in parte rimaneggiato nel 1692 ad opera della famiglia Marazzani, divenne una dimora residenziale. Nel 1799 ospitò le truppe austro-russe guidate dal generale Suvorov per poi diventare sede della GIL in epoca fascista e, infine del brefotrofio provinciale. L'edificio presenta una struttura rettangolare con torri squadrate poste ai vertici. Sulla facciata principale è posto un timpano di forma triangolare[15].
- Castello di San Giorgio Piacentino: costruito a partire dal 948 a difesa della locale pieve dopo le discese degli ungari, fu distrutto una prima volta nel 1090 e, poi, ancora nel 1242 dalle milizie de marchese Lancia al servizio dell'imperatore Federico II. Divenuto di proprietà della famiglia Anguissola nel XIII secolo, passò agli Scotti nel Seicento. Tra il 1876 ed il 1978 è stato acquistato dal comune[16] che lo ha adibito a propria sede.
- Castello di Ronco: risalente all'XI secolo, fu teatro, sin dai primi anni dopo la costruzione, di lotte tra guelfi e ghibellini. Nei primi anni del XVI secolo fu ricostruito dalla famiglia Arcelli, la quale lo cedette, poi, alla famiglia Boccabarile, prima di divenire proprietà della famiglia Asinelli. Il castello, pur soggetto a rimaneggiamenti in epoca rinascimentale, presenta una tipica struttura di maniero medievale con torri di guardia e un mastio centrale, nel quale si rilevano le tracce di un ponte levatoio[17].
- Castello di Rizzolo: edificato dall'omonima famiglia, nel 1391 subì importanti lavori di irrobustimento a scopo difensivo, voluti da Gian Galeazzo Visconti. Fu di proprietà dei Salvatico dal XVI secolo fino al 1866 quando passò alla famiglia Anguissola. Nel corso del XVIII secolo, pur conservando l'aspetto esteriore, fu trasformato in residenza estiva con la realizzazione di un parco e di un porticato[18].
- Castello di Tollara: risalente al periodo medievale, non viene quasi mai menzionato nelle cronache dei vari combattimenti avvenuti nella zona, a testimonianza di una sostanziale estraneità del forte rispetto a questi avvenimenti. Dopo essere stato di proprietà delle famiglie Da Rizzolo e Pusterla è stato convertito all'uso agricolo[19].
- Castello di Viustino: già citato in un documento del 979 in cui l'imperatore Ottone II di Sassonia investiva i fratelli Lanfranco, Opizzo, Jacopo, Gherardo e Fero della sua proprietà, venne distrutto nel 1314 da Galeazzo I Visconti e, in seguito, ricostruito. Presenta una pianta quadrangolare, con un torrione situato al centro del corpo di fabbrica.[20].

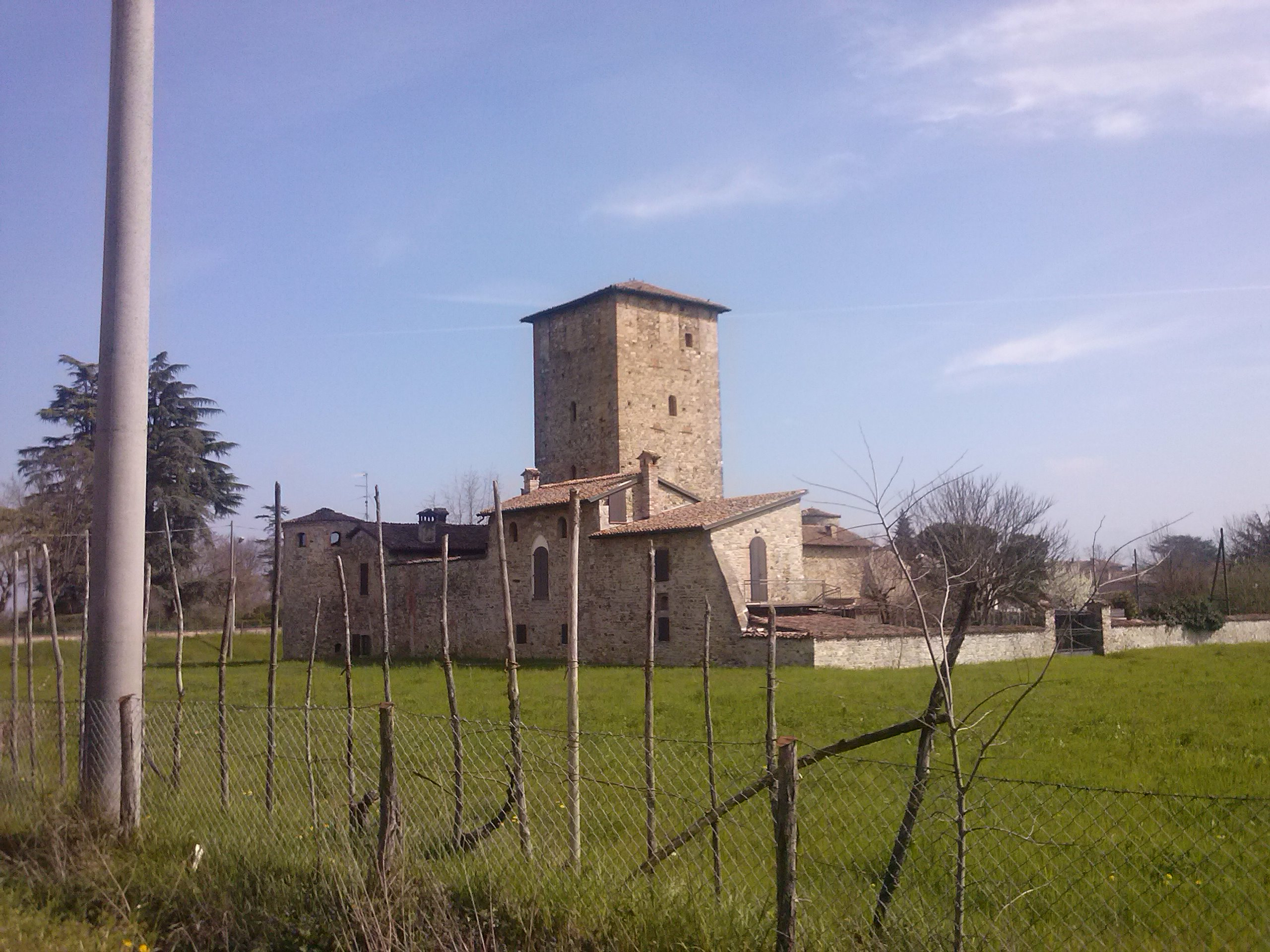
La Rocca di San Damiano.

- Rocca di San Giorgio: edificata, forse su progetto del Vignola, all'inizio del Seicento per volere di un membro del ramo di San Giorgio della famiglia Anguissola e inizialmente chiamata fortezza nuova in contrapposizione al più antico castello. Passata alla Camera Ducale farnesiana dopo l'estinzione del ramo famigliare, nel 1637 venne concessa alla famiglia Scotti, a cui rimase fino all'estinzione, avvenuta nell'Ottocento. Il complesso, a pianta quadrata con lato di 15 m, era in origine circondato da un fossato che veniva oltrepassato da un ponte levatoio. Durante il Settecento fu modificata dall'architetto Lotario Tomba inserendo elementi tipici del gusto dell'epoca che alterarono un po' l'aspetto dell'edificio[21]. Successivamente, nell'Ottocento, fu affrescata dal pittore piacentino Giuseppe Badiaschi. Nel 1840 venne realizzato il parco, progettato da Ambrogio Rossi[22]., che si estende per una superficie di 75000 m² ed è dotato di laghetto, tempietto e di una rete di grotte
- Castello di San Damiano: castello a pianta rettangolare con due basse torri di forma rotonda sul lato settentrionale ed un mastio centrale più alto. Fu costruito nel 1436 ad opera di Bartolomeo Anguissola, la cui famiglia rimase proprietaria del castello fino al XIX secolo[23].
- Torrazzo di Centovera: torre edificata a opera della famiglia Anguissola di San Damiano, originariamente parte di un più ampio complesso castrense[24].
- Torre di Case Basse: Torrione posto tra il capoluogo e la frazione di Centovera posto in una zona soggetta alle famiglie Anguissola e, dopo il 1630, Scotti. Il complesso, che non è citato esplicitamente in nessun documento d'epoca, è stato riadattato per un uso rurale[25].

## Società

### Evoluzione demografica
Abitanti censiti

## Cultura

### Festività e celebrazioni
Il 23 aprile si festeggia il santo patrono del paese, san Giorgio. L'ultima domenica di settembre si svolge la tradizionale festa del Fungo.

## Infrastrutture e trasporti
Il capoluogo è attraversato dalla strada provinciale 6 di Carpaneto che lo collega a Piacenza a nord e a Carpaneto Piacentino a sud-est. Il comune è collegato a Ponte dell'Olio dalla strada provinciale 36 di Godi che si origina dalla SP6 in località Case Nuove e attraversa la frazione omonima e Rizzolo e a Pontenure dalla strada provinciale 32 di Sant'Agata. Il comune è collegato al capoluogo provinciale con i mezzi pubblici.
Tra il 1897 e il 1938 San Giorgio Piacentino fu servito dalla tranvia Piacenza-Lugagnano, lungo la quale, in territorio sangiorgino erano poste le fermate di Fornace Fioruzzi, San Giorgio Piacentino, Tre Santi, Podere Croce, Pozzo Pagano, Strada per Cattolica, Strada per Casturzano, Case Nuove e Ponte Riglio.
Nell'area più meridionale del comune, nei pressi della frazione di San Damiano, è presente l'aeroporto militare di Piacenza-San Damiano, sede fino al 2016 del 50º Stormo dell'Aeronautica Militare e diventato, in seguito al suo scioglimento, sede del Comando Aeroporto Piacenza.

## Amministrazione
Di seguito è presentata una tabella relativa alle amministrazioni che si sono succedute in questo comune.
| Periodo        | Periodo        | Primo cittadino       | Partito                          | Carica               | Note   |
| -------------- | -------------- | --------------------- | -------------------------------- | -------------------- | ------ |
| 17 giugno 1985 | 9 giugno 1990  | Livia Astorri         | Democrazia Cristiana             | Sindaco              | [ 33 ] |
| 9 giugno 1990  | 24 aprile 1995 | Antonio Rabboni       | Democrazia Cristiana             | Sindaco              | [ 33 ] |
| 24 aprile 1995 | 14 giugno 1999 | Antonio Rabboni       | Centro                           | Sindaco              | [ 33 ] |
| 14 giugno 1999 | 14 giugno 2004 | Antonio Rabboni       | Lista civica di centro           | Sindaco              | [ 33 ] |
| 14 giugno 2004 | 7 giugno 2009  | Claudio Consiglieri   | Lista civica                     | Sindaco              | [ 33 ] |
| 8 giugno 2009  | 26 maggio 2014 | Giancarlo Tagliaferri | Lista civica Vivere San Giorgio  | Sindaco              | [ 33 ] |
| 26 maggio 2014 | 28 maggio 2018 | Giancarlo Tagliaferri | Lista civica Tagliaferri sindaco | Sindaco              | [ 33 ] |
| 28 maggio 2018 | 27 maggio 2019 | Donatella Alberoni    | Lista civica Tagliaferri sindaco | Vicesindaco reggente | [ 33 ] |
| 27 maggio 2019 | 9 giugno 2024  | Donatella Alberoni    | Lista civica Alberoni sindaco    | Sindaco              | [ 33 ] |
| 9 giugno 2024  | in carica      | Donatella Alberoni    | Lista civica Alberoni sindaco    | Sindaco              | [ 33 ] |

### Gemellaggi
- Svätý Jur[34]
- Torre San Giorgio[34]

### Altre informazioni amministrative
San Giorgio Piacentino fa parte dal 2014, anno di costituzione dell'ente, dell'Unione Valnure e Valchero, insieme ai comuni di Carpaneto Piacentino, Gropparello, Podenzano e Vigolzone.

## Sport
San Giorgio è stato sede di partenza dell'ottava tappa del Giro d'Italia 1968, poi vinta da Eddy Merckx sul traguardo di Brescia.
A San Giorgio ha sede e disputa le proprie gare interne la Nure Volley, squadra di pallavolo femminile militante, a partire dal campionato 2019-2020, in Serie B2, la quarta serie del campionato di volley femminile italiano; oltreché San Giorgio, la squadra rappresenta anche il confinante comune di Pontenure.
La squadra di calcio di San Giorgio è lo Junior Drago ASD, militante a partire dalla stagione 2021-2022 nel campionato di Prima Categoria